# Буше, Хайнц
Хайнц Бу́ше (нем. Heinz Busche; 6 сентября 1951, Мёнхенгладбах) — немецкий бобслеист, разгоняющий, выступал за сборную ФРГ в конце 1970-х годов. Участник зимних Олимпийских игр в Лейк-Плэсиде, чемпион мира в зачёте четырёхместных экипажей, призёр многих международных турниров и национальных первенств.

## Биография
Хайнц Буше родился 6 сентября 1951 года в городе Мёнхенгладбах. С детства увлёкся спортом, был членом спортивного клуба «Риссерзе» в Гармиш-Партенкирхене, где освоил профессию бобслейного разгоняющего. Со временем стал показывать неплохие результаты и вскоре присоединился к команде пилота Штефана Гайсрайтера, который выступал в основном составе национальной сборной. Первого серьёзного успеха в бобслее добился в 1979 году, когда их с Гайсрайтером четырёхместный экипаж, куда также вошли разгоняющие Дитер Гебард и Ханс Вагнер, занял первое место на домашнем чемпионате мира в Кёнигсзе, опередив четвёрку признанного фаворита из ГДР Майнхарда Немера. 
Благодаря череде удачных выступлений в 1980 году Буше удостоился права защищать честь страны на зимних Олимпийских играх в Лейк-Плэсиде. Выступал в экипажах пилота Петера Хелля совместно с разгоняющими Вальтером Барфусом и Хансом Вагнером — в итоге их команда финишировала восьмой в двойках и седьмой в четвёрках. Вскоре после этих соревнований Хайнц Буше принял решение завершить карьеру профессионального спортсмена, уступив место в сборной молодым немецким бобслеистам.